# Art Garfunkel
Arthur Ira "Art" Garfunkel, född 5 november 1941 i stadsdelen Forest Hills i Queens i New York, är en amerikansk sångare och skådespelare. Han är mest känd som sångare i duon Simon and Garfunkel tillsammans med Paul Simon. Efter duons uppbrott 1970 har han i huvudsak verkat som soloartist.

## Biografi
Arthur Ira "Art" Garfunkel föddes som son till Jacob "Jack" Garfunkel och Rose, född Pearlman, och har två bröder. Hans farföräldrar emigrerade till USA från Iași i Rumänien. Han tog studentexamen på Forest Hills High School och studerade sedan på Columbia University.

### Simon and Garfunkel

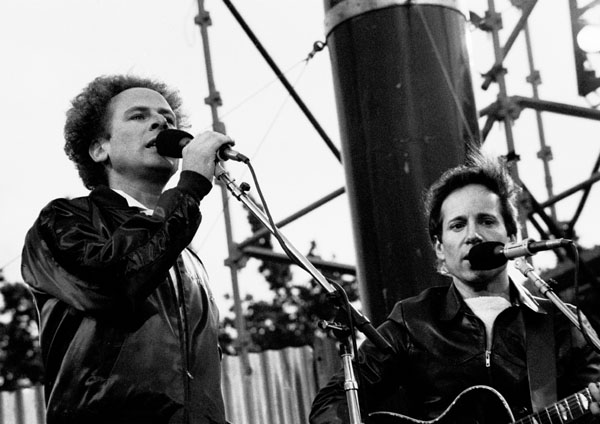
Art Garfunkel (till vänster) och Paul Simon som duon Simon and Garfunkel, vid en konsert i Dublin.

Garfunkel var skolkamrat och barndomsvän med Paul Simon. De båda samarbetade redan 1957 under namnet Tom & Jerry, bland annat på singeln Hey, Schoolgirl.
Garfunkel spelade in två singlar under pseudonymen Artie Garr 1961: Private World/Forgive Me och Beat Love/Dream Alone, utan framgång.
Genombrottet kom då han med Paul Simon hade duon Simon and Garfunkel 1964–1970. En stor framgång för dem blev ledmotivet och övriga musiken till filmen Mandomsprovet 1967 med låtar som "Mrs. Robinson", "The Sound of Silence" och "Scarborough Fair". Gruppen har återförenats 1981–1983, 1991 och 2003–2004. 

### Soloartist 1970-1990
Efter att Simon and Garfunkel splittrades 1970 efter inbördes konflikter - bland annat på grund av Garfunkels medverkan i filmen Moment 22 utan Simons godkännande - fortsatte båda med enskilda solokarriärer.
Garfunkel fortsatte också med sin skådespelarkarriär, och sågs 1971 i filmen Köttets lust. 
Som soloartist är Garfunkels två mest framgångsrika singlar i Europa låtarna "I Only Have Eyes For You" från 1975 och "Bright Eyes" från 1979 vilka båda låg överst på englandslistan ("Bright Eyes" i sex veckor). Den senare förekom i den animerade filmen Den långa flykten baserad på Richard Adams roman med samma titel. I USA är singeln All I Know från 1973 den högst placerade.
1989 gav Garfunkel ut diktsamlingen Still Water.

### 2000-tal: återföreningar och hälsoproblem
Simon and Garfunkel återförenades 2003, vilket följdes av turnerande världen över med the Old Friends tour.
Garfunkel uppträdde i Sverige hösten 2008 i Västerås (Bombardier Arena) 17 oktober och i Göteborg (Lisebergshallen) 18 oktober. 
I filmen The Rebound släppt 2009 syntes Garfunkel i en biroll.
Inför nästa turné med Simon and Garfunkel 2010 hade dock Garfunkel fått problem med stämbandsförlamning, och turnén ställdes in efter att först ha skjutits på en gång.
Hans senaste planerade konsertframträdande var i Stockholm den 27 september 2012. Garfunkel skulle även ha uppträtt på Night of The Proms i Göteborg och Malmö dagarna efter, men åkte därifrån innan han skulle ha uppträtt, med hänvisning till sina röstproblem. När han i februari 2013 pratade om sin röst, sade Garfunkel att "det går allt bättre, jag är snart framme". Han sade även att han börjat boka in mindre shower igen.
Vid tiden då Garfunkel återfått sin röst hade dock vänskapen med Paul Simon än en gång brustit, och den inställda turnén med Simon and Garfunkel 2010 har aldrig planerats om. Hösten 2024 rapporterades dock att de 83 år gamla vännerna åter försonats. 

## Diskografi
- Angel Clare (1973)
- "Second Avenue" (1974) (singel)
- Breakaway (1975)

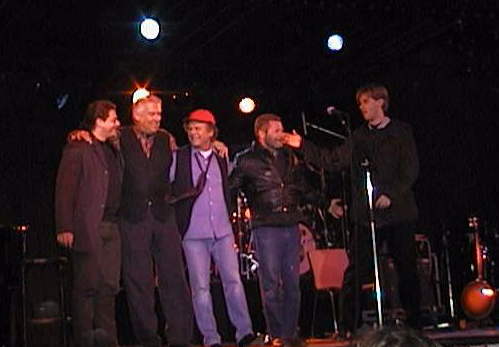
Art Garfunkel (i mitten) tillsammans med sitt band efter uppträdandet på Liseberg den 4 juni 1998.

- Watermark (1977 & 1978, finns i två versioner)
- Fate for Breakfast (1979)
- Scissors Cut (1981)
- The Art Garfunkel Album (1984) (samlingsalbum)
- The Animals Christmas (1986) (tillsammans med Amy Grant)
- Lefty (1988)
- Garfunkel (1989) (samlingsalbum)
- Up 'Til Now (1993)
- Across America (1996) (live)
- Songs from a Parent to a Child (1997)
- Simply the Best (1998) (samlingsalbum)
- Everything Waits to Be Noticed (2002)
- Some Enchanted Evening (2007)
- The Singer (2012) (2-CD, samlingsalbum)

## Filmografi
- Moment 22 (1970; Catch 22)
- Köttets lust (1971; Carnal Knowledge)
- Bad Timing (1980)
- Good to Go (1986)
- Mother Goose Rock 'n' Rhyme (1990) (TV)
- Boxing Helena (1993)
- 54 (1998)
- Drömmarnas tid (TV-serie, säsong 1, avsnitt 15 och 16) (2002; American Dreams)
- The Rebound (2009)
- Flight of the Conchords (TV-serie), säsong 2, avsnitt 7 (2009) som sig själv